# Herman Erwin van Asbeck
Herman Erwin baron van Asbeck (Weesp, 24 oktober 1870 - 's-Gravenhage, 10 januari 1922) was een Nederlands marine-officier en adjudant van leden van het Koninklijk Huis.

## Biografie
Van Asbeck was lid van de familie Van Asbeck en zoon van arrondissementsbetaalmeester Gerrit Frederik baron van Asbeck (1820-1905) en jkvr. Caroline van Hogendorp (1831-1913), lid van de familie Van Hogendorp en dochter van jurist Dirk van Hogendorp (1797-1845). Hij trouwde in 1907 met Cornelia Maria de Beaufort (1884-1968), lid van de familie De Beaufort met wie hij zes kinderen kreeg, onder wie de architect Johannes Bernardus van Asbeck (1911-2010).
Van Asbeck trad in 1886 als adelborst in dienst van de Marine waar hij in 1890 bevorderd werd tot officier. Hij eindigde zijn militaire loopbaan als kapitein-luitenant-ter-zee en legde zich gedurende zijn loopbaan vooral toe op technisch-wetenschappelijk gebied. Hij was daarnaast 2e secretaris van de Staatscommissie voor het reddingswezen. Van 1907 tot 1909 werd hij tijdelijk adjudant van prins Hendrik, van 1909 tot 1912 was hij adjudant in gewone dienst van koningin Wilhelmina. Prins Hendrik woonde in 1922 persoonlijk de rouwplechtigheden bij als vertegenwoordiger van de koningin; zijn broer Gerald Carel van Asbeck (1856-1934) sprak daarbij namens de familie een dankwoord uit. Zijn echtgenote overleefde hem 46 jaar.
Van Asbeck was ridder in de Orde van Oranje-Nassau, later officier in die orde, en Officier in de Huisorde van Oranje; daarnaast droeg hij verschillende buitenlandse onderscheidingen.